# Agnes Amberg
Agnes Amberg (* 17. Juli 1936 in Zurzach; † 15. Juli 1991) war eine Schweizer Köchin.

## Leben und Wirken
Agnes Amberg absolvierte Ausbildungen am Hauswirtschaftslehrerinnenseminar in Menzingen, an der landwirtschaftlichen Schule und an der Hotelfachschule in Luzern sowie an der Kochschule Cordon Bleu in Paris. Ab 1961 war sie als Ernährungsberaterin in der Lebensmittelindustrie (Knorr) tätig. 1968 übernahm sie die Privathochschule Elisabeth Fülscher in Zürich und veröffentlichte 1971 ihr erstes Kochbuch.
Im August 1980 eröffnete Agnes Amberg das nach ihr benannte Restaurant an der Hottingerstrasse 5 in Zürich. 1987 erhielt sie 18 Punkte im Restaurantführer Gault-Millau sowie die Bezeichnung «Beste Köchin der Schweiz»; 1991 wurde sie dort zur «Köchin des Jahres» ernannt.

## Werke
- Die hohe Schule des leichten Menüs. München 1991.[1]
- Köstlichkeiten ohne Fisch & Fleisch: 127 Rezepte. München 1990.
- Süsses aus der Küche: Neue und klassische Desserts, Süssspeisen und Gebäck für Anfänger und Profis. München 1989.
- Agnes Amberg’s Kochbuch: Internationale Kreationen. München 1986.
- Besser kochen mit Agnes Amberg. Zofingen 1986.
- Agnes Amberg’s Schweizer Kochkurs. Zürich 1978–1979.
- Was besser wird im Dampfkochtopf: Rezepte, Texte. Zug 1978.
- Kochen rund um das Jahr: Menüpläne für 365 Tage mit über 500 Rezepten. Zürich 1975.
- Zum Fressen gern: Ausgewählte Rezepte aus der Privathochschule Agnes Amberg ehem. Fülscher. Baden 1971.

## Ehrungen
Ihr zu Ehren wurde in Zürich bei der bereits bestehenden Agnesstrasse eine an sie als historische Persönlichkeit erinnernde Hinweistafel angebracht.